# Forst (Altenmarkt an der Alz)
Forst ist ein Gemeindeteil von Altenmarkt an der Alz im oberbayerischen Landkreis Traunstein. Der Weiler liegt circa drei Kilometer westlich von Altenmarkt und ist über die Bundesstraße 304 zu erreichen.

## Bevölkerungsentwicklung
| Jahr      | 1871 | 1925 | 1950 | 1970 | 1987 |
| Einwohner | 26   | 28   | 38   | 41   | 29   |

## Baudenkmäler
Siehe auch: Liste der Baudenkmäler in Forst
- Bauernhaus, erbaut 1812